# Dioptis fatima
Dioptis fatima är en fjärilsart som beskrevs av Heinrich Benno Möschler 1877. Dioptis fatima ingår i släktet Dioptis och familjen tandspinnare. Inga underarter finns listade i Catalogue of Life.